# Schuifraam

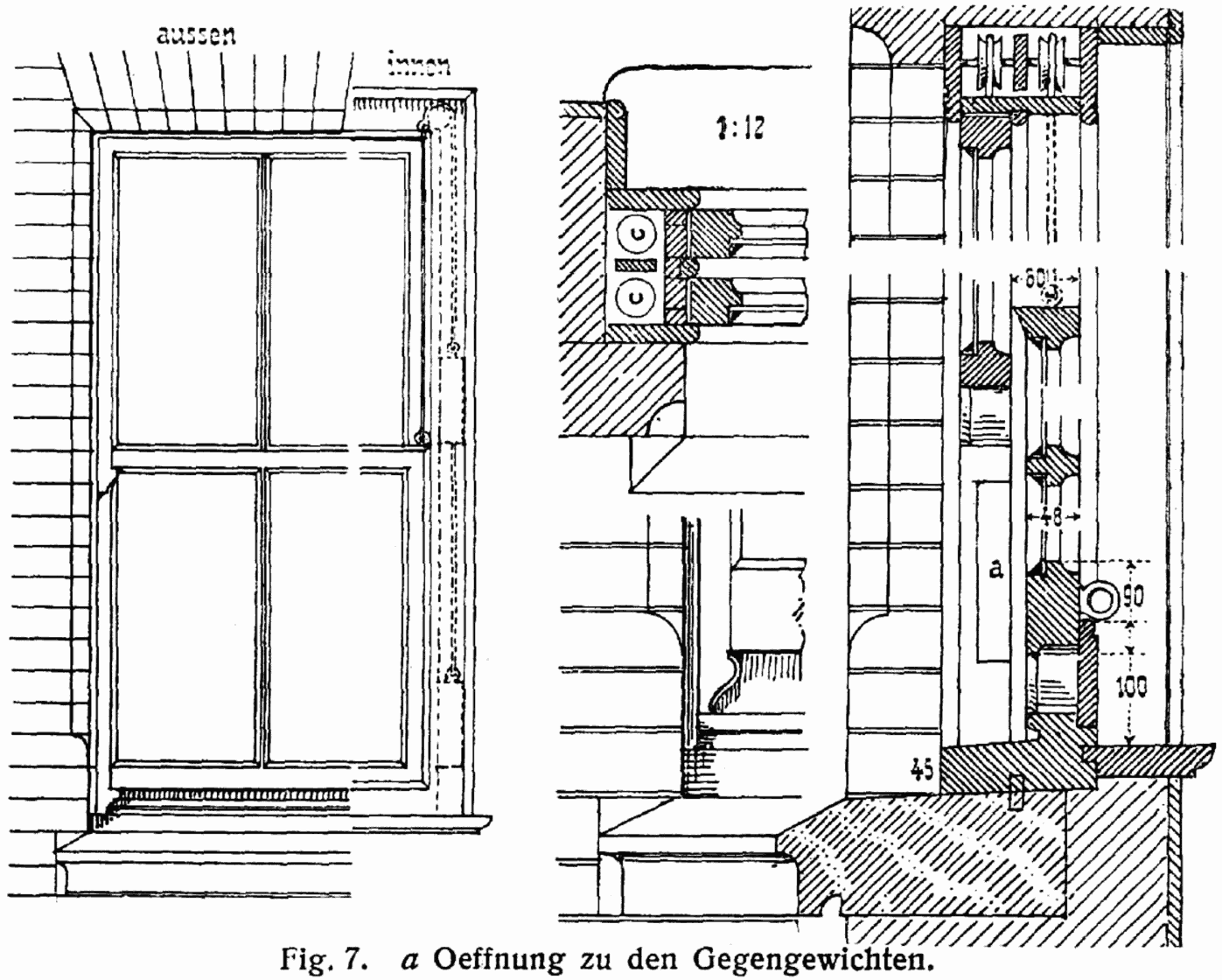
Verticaal schuifraam met contragewichten

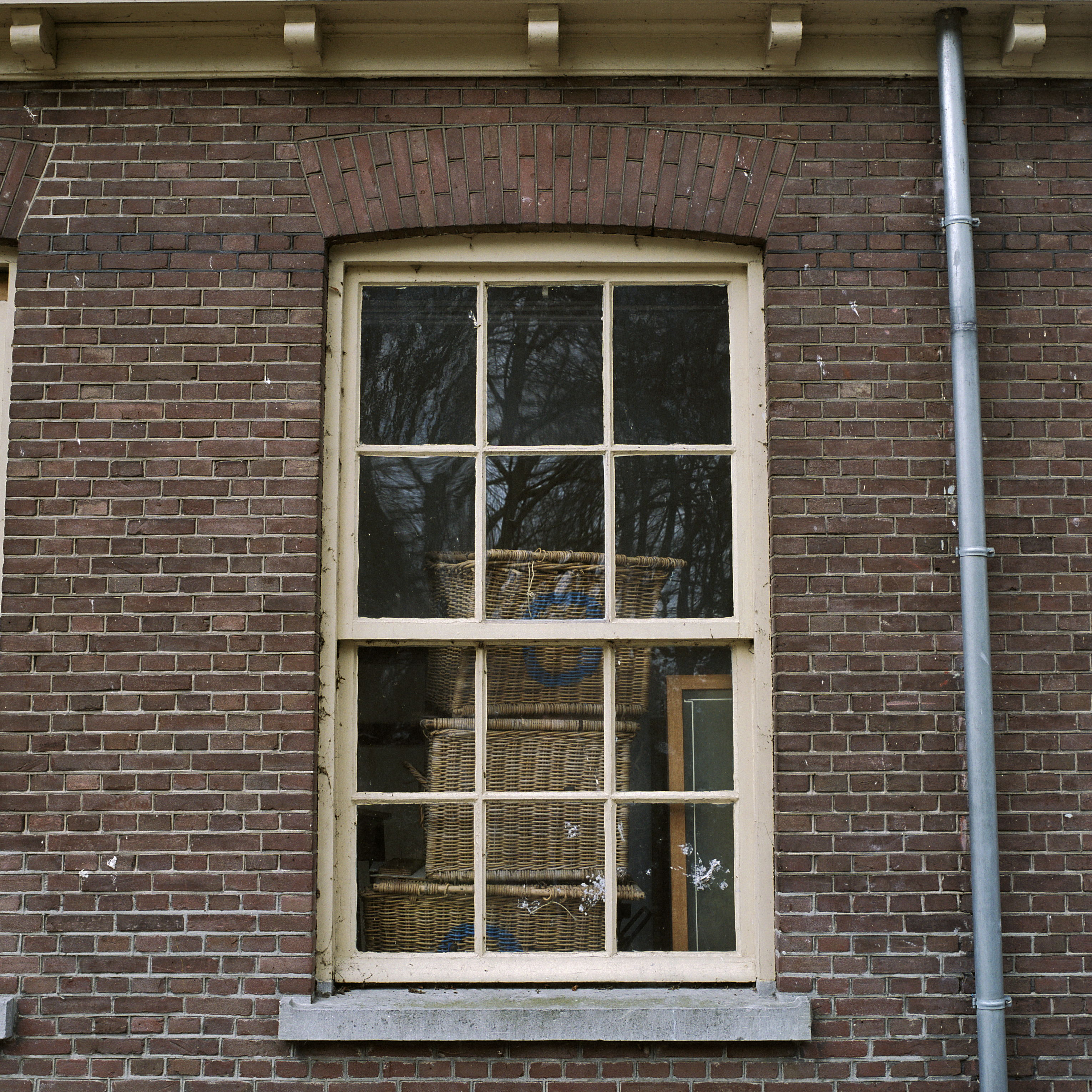
Klassiek verticaal houten schuifraam met kleine ruitjes

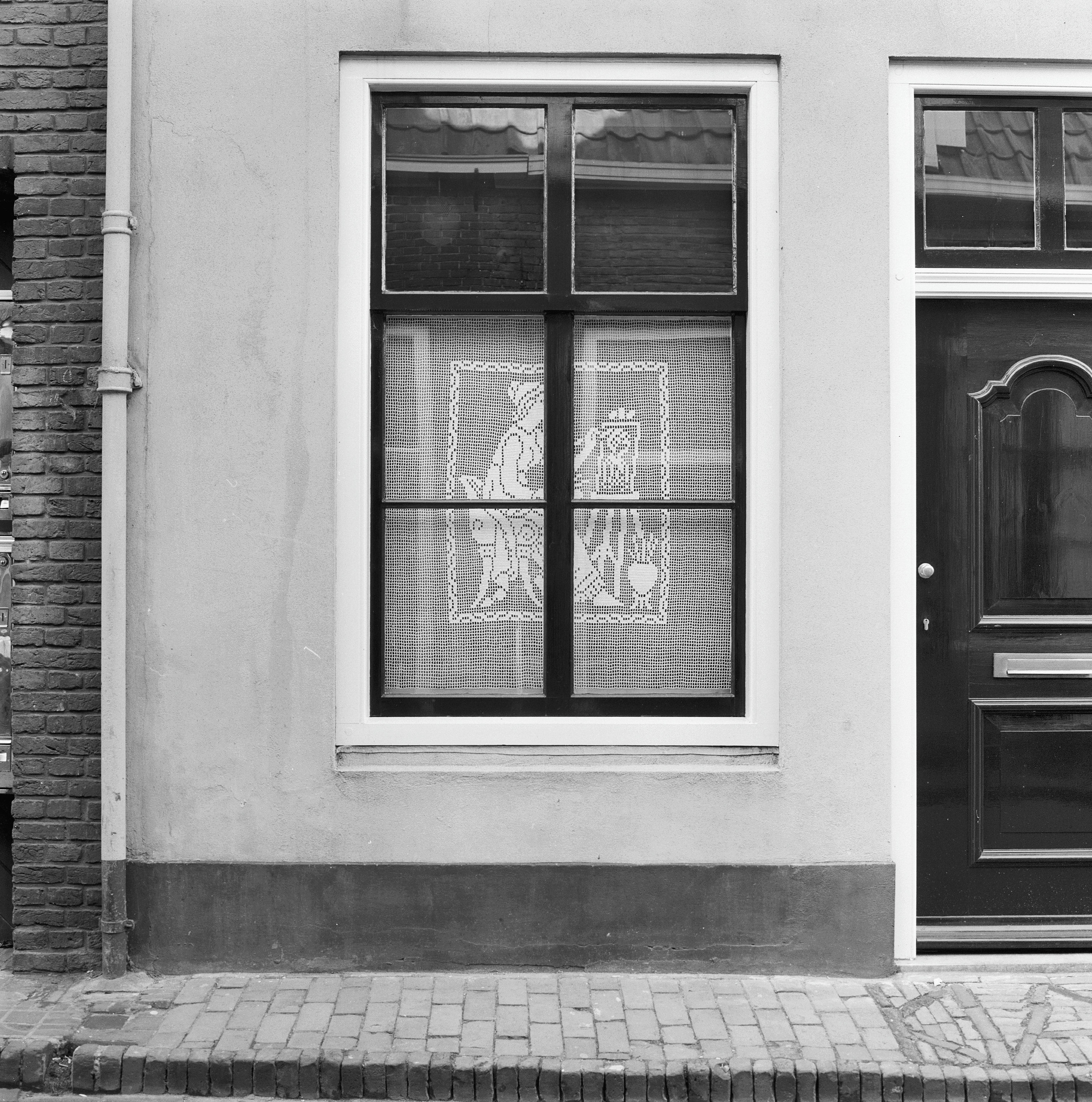
Klassiek verticaal houten schuifraam met een grotere ruitverdeling

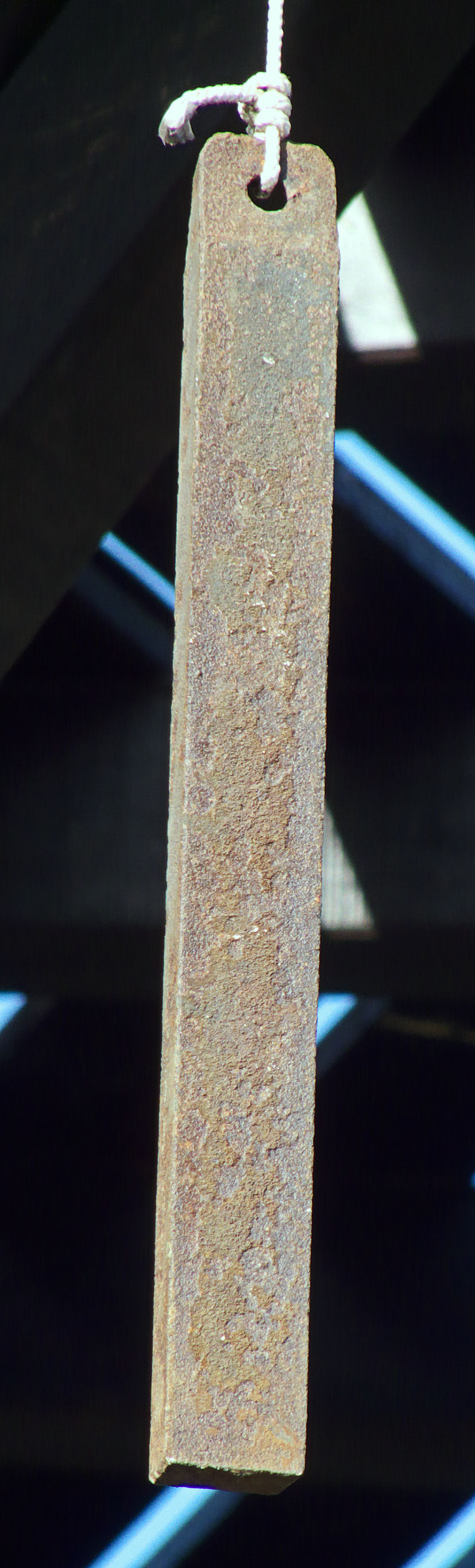
Contragewicht van een schuifraam. Hier niet in een raam.

Een schuifraam is een beweegbaar raam dat verticaal (van beneden naar boven als omgekeerd) of horizontaal (van links naar rechts of omgekeerd) schuifbaar is.

## Verticaal schuivend
Een verticaal schuifraam bestaat uit twee gedeelten waarvan een of beide delen verticaal verschoven kunnen worden. Gewoonlijk is alleen het onderste raam beweegbaar. Dit kan (van buitenaf gezien) achter het bovenraam worden omhoog geschoven. Het punt waarop het boven- en onderraam elkaar ontmoeten heet de wisseldorpel. Boven- en onderdorpel van het raam overlappen elkaar daar. 
Het schuifraam werd in de tweede helft van de 17e eeuw ontwikkeld. Het opgeschoven raam werd met pinnen vast gezet, maar na 1670 ging men in Engeland over op het toepassen van contragewichten en werden de pinnen overbodig. In Nederland werd het schuifraam voor het eerst in 1685 toegepast.
In het kozijn bevinden zich vaak aan weerskanten holle ruimten, kokergaten genoemd, waarin contragewichten op en neer schuiven. De houten delen die de holten aan de binnenzijde afdekken heten belegstukken, de schroeven waarmee ze bevestigd worden, belegschroeven.

De contragewichten zorgen ervoor dat het raam gemakkelijk omhooggeschoven kan worden en niet met een klap naar beneden valt bij het sluiten. Het raam en het contragewicht zijn met elkaar verbonden met een touw dat bovenaan over een katrol gaat. Schuiframen werden vroeger veel toegepast en zijn nog te vinden in oude boerderijen en andere monumenten.
Voor het bewegen van de ramen is enige ruimte nodig, zodat moeilijk een volkomen dichte afsluiting tegen tocht en regen te verkrijgen is.